# Забурник
Забурник, або насвéрдлювач, свідéрок (рос. забурник, англ. borer, well borer, нім. Anbohrstange f) — у бурінні — свердло довжиною 300—600 мм, яким починають буріння шпурів і свердловин.
Забурник призначений для початкового буріння, а також забезпечення спрямованості бурового інструменту за заданим кутом буріння свердловини.
Забурники бувають довгими і короткими. Довгий забурник призначений для буріння свердловин в потужних пластах і забезпечення більшої точності напряму буріння.